# Hamburger Morgenpost
Die Hamburger Morgenpost (Mopo) ist eine seit 1949 erscheinende Hamburger Boulevardzeitung, die seit 2020 dem Unternehmer Arist von Harpe gehört. Die verkaufte Auflage beträgt 12.422 Exemplare, ein Minus von 91,1 Prozent seit 1998. Von 1949 bis 2024 erschien die Zeitung an jedem Werktag, seit dem 12. April 2024 nur noch einmal pro Woche.

## Geschichte
Die Hamburger Morgenpost wurde 1949 als Boulevard-Tageszeitung mit einer Auflage von 6000 Exemplaren von dem Hamburger Journalisten und SPD-Mann Heinrich Braune anfangs gegen Widerstand aus den eigenen Reihen der SPD gegründet. Sie erschien erstmals am 16. September 1949 und wurde vom SPD-eigenen Verlag Auerdruck verlegt. In diesem erschien bis Ende 1966 auch das Hamburger Echo, dessen Einstellungbeschluss der damalige SPD-Schatzmeister Alfred Nau in seiner Eigenschaft als Aufsichtsratsvorsitzender des Verlags von dem weniger erfolgreichen Verlagsgeschäftsführer Hellmut Kalbitzer erzwang. Bis Ende der 1950er Jahre stieg die Mopo-Auflage auf 450.000 Exemplare. Nachdem die Bild-Zeitung aus dem Axel-Springer-Verlag als zweites Boulevardblatt auf dem Hamburger Zeitungsmarkt erschienen war, sank auch die Auflage der Hamburger Morgenpost stetig. 1972 war sie auf 351.000 zurückgegangen. Aufgrund der bestehenden Konkurrenz mit anderen Tageszeitungen, wie dem 1948 gegründeten Hamburger Abendblatt, hatte auch das Interesse an parteigebundenen Zeitungen in Hamburg abgenommen.
1980 verkaufte die SPD die Zeitung an den Schweizer Geschäftsmann Eduard Greif, der sie 1986 an Gruner + Jahr weiterverkaufte. 1986 gehörte die Morgenpost zu den Gründern des Radiosenders Radio Hamburg und hält seitdem fünf Prozent der Anteile an dem Radiosender. 1986/87 erschien mit der Bremer Morgenpost eine Lokalausgabe in Bremen, die nach wenigen Monaten eingestellt wurde. 1989 war die Auflage auf 135.000 zurückgegangen. 1999 verkaufte Gruner + Jahr die Morgenpost an Frank Otto und Hans Barlach.
Im Jahr 2000 gehörten die Chefreporter der Hamburger Morgenpost, Olaf Wunder und Volker Schimkus, zu den Gewinnern des Deutschen Lokaljournalistenpreises der Konrad-Adenauer-Stiftung. Sie erhielten für die investigative Reihe Mister X den Sonderpreis.
Im Jahr 2004 erwarb Hans Barlach alle Anteile von Frank Otto, bevor alle Anteile im Januar 2006 durch die BV Deutsche Zeitungsholding übernommen wurden. Die BV Deutsche Zeitungsholding wurde im Januar 2009 von der britischen Mecom Group an die Kölner Mediengruppe M. DuMont Schauberg verkauft.
Am 11. Januar 2015 wurde auf das Archiv der Morgenpost ein islamistischer Brandanschlag verübt. Die Morgenpost hatte nach dem Anschlag auf Charlie Hebdo Mohammedkarikaturen nachgedruckt. Im Juli 2017 wurden deswegen drei Männer zu Bewährungsstrafen von bis zu zwei Jahren und zur Erbringung von Arbeitsleistungen verurteilt. Ein weiterer Mann wurde ausschließlich zur Erbringung von Arbeitsleistungen verurteilt.
Im Mai 2019 wurde die Erlebniswelt Discovery Dock eröffnet.
Am 6. Februar 2020 gab die DuMont Mediengruppe den Verkauf der Hamburger Morgenpost an den Unternehmer Arist von Harpe bekannt. Die im Oktober 2018 begonnene Zusammenarbeit mit dem RedaktionsNetzwerk Deutschland, das die Hamburger Morgenpost mit überregionalen Inhalten belieferte, wurde daraufhin beendet.
Seit dem 12. April 2024 erscheint die Hamburger Morgenpost nur noch einmal wöchentlich jeden Freitag. Grund für die Umstellung von der Tages- zur Wochenzeitung ist die drastisch sinkende tägliche Auflage.

## Auflage
Die Auflage der Hamburger Morgenpost wurde von 2006 bis 2020 zusammen mit der Sonntagsausgabe ausgewiesen. Die verkaufte Auflage ist in den vergangenen 10 Jahren um durchschnittlich 17,5 % pro Jahr gesunken. Im vergangenen Jahr hat sie um 17,7 % abgenommen. Sie beträgt gegenwärtig 12.422 Exemplare. Damit liegt die Hamburger Morgenpost hinter der lokalen Konkurrenz von Hamburger Abendblatt (108.517) und Bild Hamburg (77.685). Der Anteil der Abonnements an der verkauften Auflage liegt bei 17,3 Prozent.
| 1998   | 1999   | 2000   | 2001   | 2002   | 2003   | 2004   | 2005   | 2006 | 2007 | 2008 | 2009 | 2010 | 2011 | 2012 | 2013 | 2014 | 2015 | 2016 | 2017 | 2018 | 2019 | 2020 | 2021 | 2022 | 2023 | 2024 |
| ------ | ------ | ------ | ------ | ------ | ------ | ------ | ------ | ---- | ---- | ---- | ---- | ---- | ---- | ---- | ---- | ---- | ---- | ---- | ---- | ---- | ---- | ---- | ---- | ---- | ---- | ---- |
| 140045 | 130442 | 118392 | 117651 | 110606 | 109945 | 110482 | 111025 |      |      |      |      |      |      |      |      |      |      |      |      |      |      |      |      |      |      |      |

| 1998 | 1999 | 2000 | 2001 | 2002 | 2003 | 2004 | 2005 | 2006   | 2007   | 2008   | 2009   | 2010   | 2011   | 2012   | 2013  | 2014  | 2015  | 2016  | 2017  | 2018  | 2019  | 2020  | 2021  | 2022  | 2023  | 2024  |
| ---- | ---- | ---- | ---- | ---- | ---- | ---- | ---- | ------ | ------ | ------ | ------ | ------ | ------ | ------ | ----- | ----- | ----- | ----- | ----- | ----- | ----- | ----- | ----- | ----- | ----- | ----- |
|      |      |      |      |      |      |      |      | 114925 | 114298 | 112066 | 112405 | 107486 | 106865 | 100873 | 96026 | 89259 | 78723 | 72880 | 63526 | 54827 | 47439 | 28735 | 24096 | 19301 | 15877 | 13065 |

## Standort

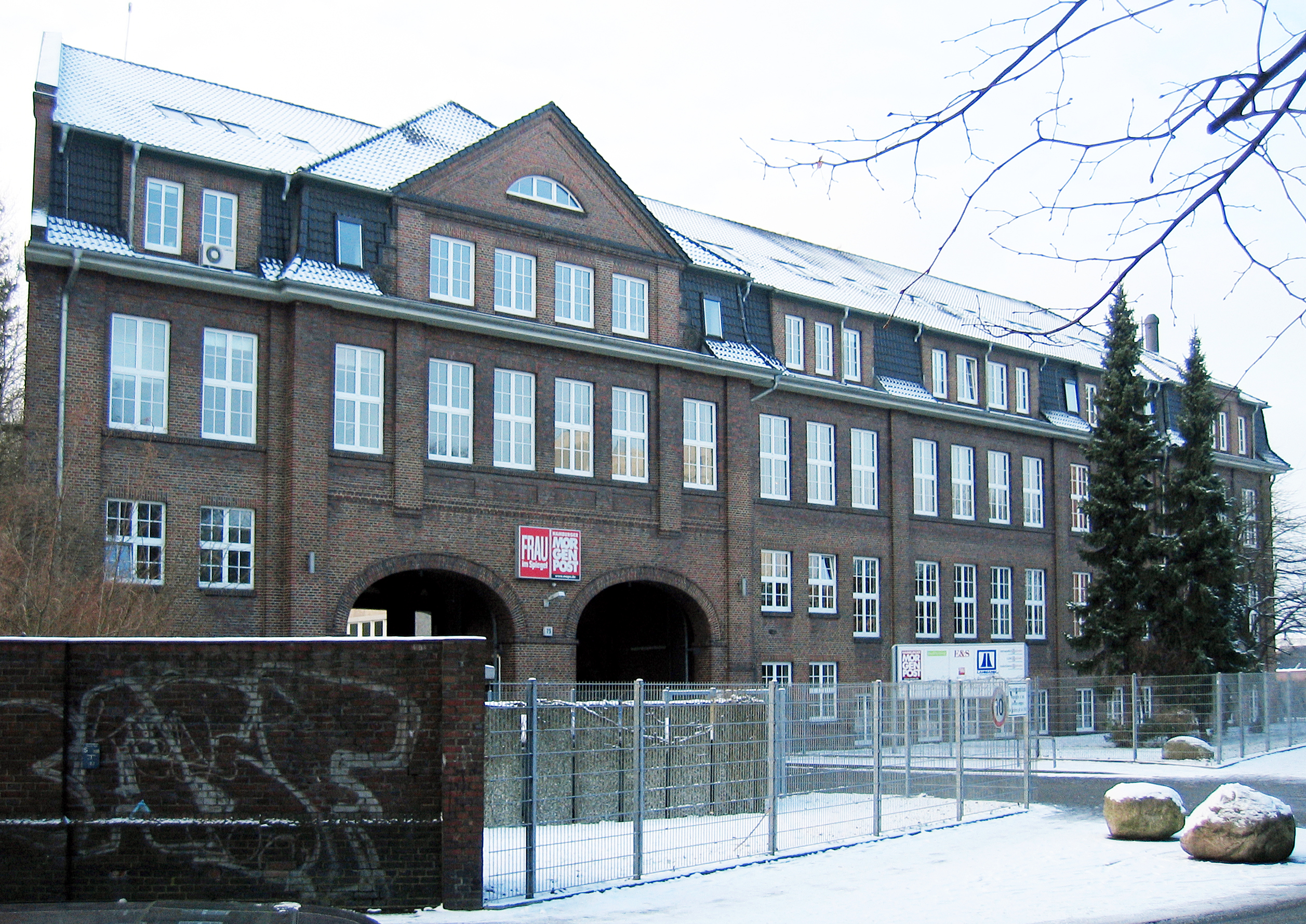
Von 1985 bis 2018 genutztes Verlagsgebäude in Bahrenfeld

Sitz der Hamburger Morgenpost war von 1949 bis 1980 das Pressehaus, von 1980 bis 1985 das Kaufmannshaus und von 1985 bis 2018 die alte Sternwollfabrik in Bahrenfeld. Seit 2018 ist sie im OttensenOpen in Ottensen ansässig.

## Format

Logo der Sonntagsausgabe

Ursprünglich erschien die Mopo im Berliner Format (315 × 470 mm), seit einem Relaunch 1986 erschien sie werktags im Tabloidformat (235 × 315 mm) bzw. gestreckt (auf 235 × 350 mm) am Sonntag. Der Wechsel führte aufgrund der Werbung mit dem „U-Bahn-Format“ kurzfristig zu einer Auflagensteigerung. Bis zum 30. Juni 2019 wurde die Ausgabe des folgenden Tages ab 20 Uhr als Nachtausgabe verkauft. Am 5. November 2006 wurde eine Sonntagsausgabe gestartet, die am 26. Juli 2020 wieder eingestellt wurde. Mit dem 11. April 2024 wurde die tägliche gedruckte Zeitung eingestellt und die Erscheinungsweise auf einmal wöchentlich verringert.

## Chefredakteure
- 1985–1986: Nils von der Heyde
- 1986: Jürgen Juckel
- 1986–1989: Wolfgang Clement
- 1989–1992: Ernst Fischer
- 1992–1994: Wolf Heckmann
- 1994–1996: Manfred von Thien
- 1996–1998: Mathias Döpfner
- 1998–2000: Marion Horn
- 2000–2006: Josef Depenbrock
- 2006–2007: Matthias Onken[24][25]
- 2008–2020: Frank Niggemeier[26][27]
- seit 2020: Maik Koltermann[28]

## Presseratsrügen
2008 rügte der Deutsche Presserat die Zeitung wegen Verstoßes gegen den Pressekodex. Die Morgenpost habe schwerwiegend gegen die journalistische Sorgfaltspflicht verstoßen, indem sie unbelegte Behauptungen im Zusammenhang mit der Schließung eines Geschäfts, in dem Bekleidung an Kunden aus der rechtsextremistischen Szene verkauft worden war, als Tatsache dargestellt habe (Aktenzeichen BK2-254/08).
Bereits 2005 (Aktenzeichen BK1-78/05), 2006 (Aktenzeichen BK2-98/06) und 2007 (Aktenzeichen BK1-102/07) hat die Zeitung Rügen erhalten.
Im September 2012 bescheinigte der Deutsche Presserat der Morgenpost einen weiteren Verstoß. Die Redaktion hatte über vergiftete Greifvögel berichtet und dabei als Täter „radikale Jäger“ „in Betracht gezogen“, ohne Indizien dafür zu haben. Allerdings sprach der Presserat diesmal keine Rüge aus.